# Argostemma sarmentosum
Argostemma sarmentosum är en måreväxtart som beskrevs av Nathaniel Wallich. Argostemma sarmentosum ingår i släktet Argostemma och familjen måreväxter. Inga underarter finns listade i Catalogue of Life.